# Vapenrulla

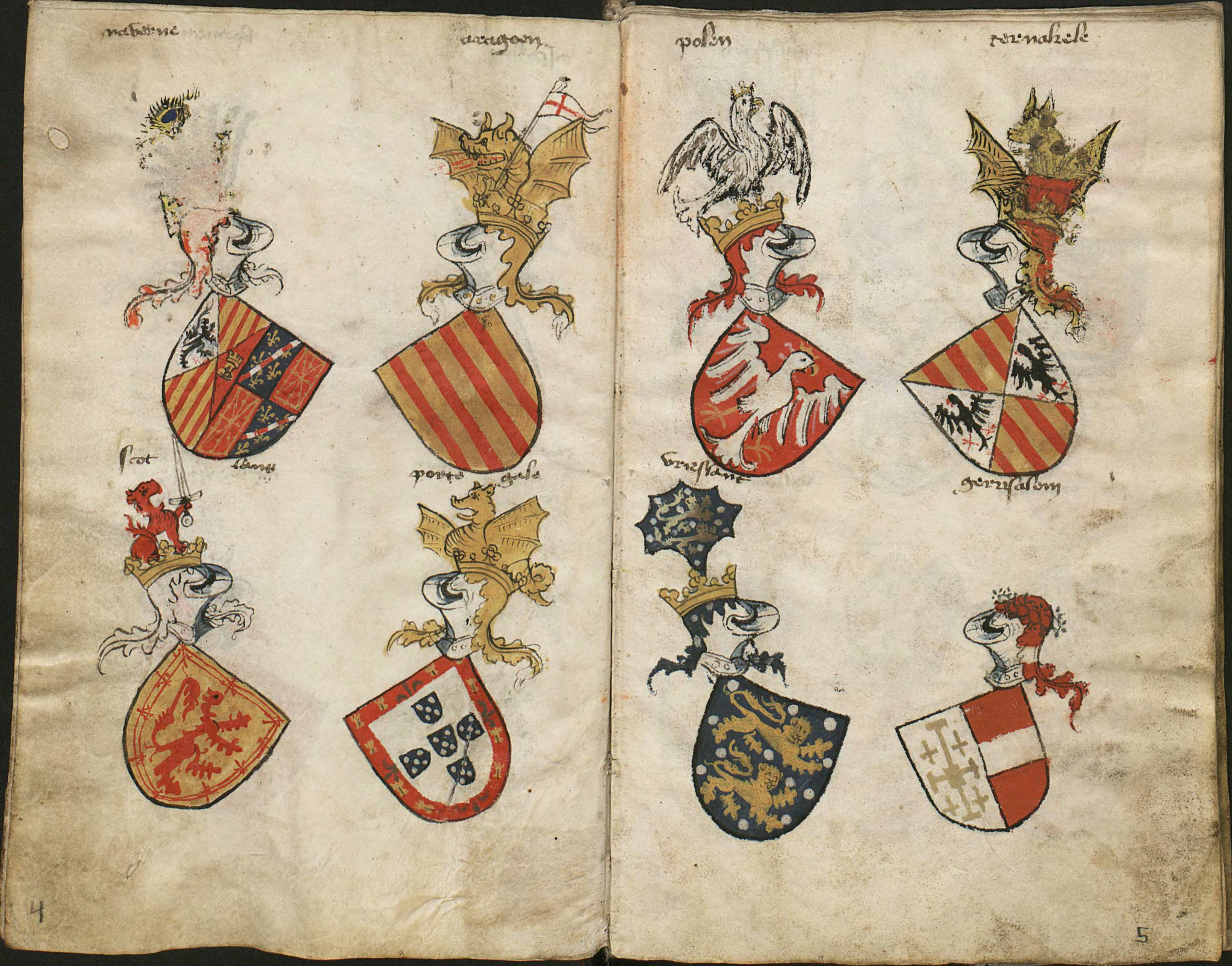
Uppslag från Codex Bergshammar, en vapenbok från Riksarkivets samlingar, daterad till ca 1440.

En vapenrulla eller vapenbok (på många språk kallad armorial) är en förteckning över heraldiska vapen som tilldelats fysiska personer (till exempel individer eller ätter), juridiska personer (till exempel städer, regioner, stater och myndigheter) eller fantasipersoner. Den äldsta kända europeiska vapenrullan är  Aachener Wappenrolle, som skapades i samband med kröningen av den tysk-romerske kejsarens Otto IV den 9 juni 1198 (bevarad i avskrift från 1662). 
Även i modern tid registreras nya och äldre vapen fortlöpande i vapenrullor. I Sverige publiceras sedan 1963 Skandinavisk vapenrulla.